# Taras Sakiw
Taras Stepanowycz Sakiw, ukr. Тарас Степанович Саків (ur. 19 listopada 1997 w Bursztynie, w obwodzie iwanofrankiwskim) – ukraiński piłkarz, grający na pozycji obrońcy.

## Kariera piłkarska

### Kariera klubowa
Wychowanek klubów Enerhetyk Bursztyn, Szachtar Donieck, Illicziweć Mariupol i Dynamo Kijów, barwy których bronił w juniorskich mistrzostwach Ukrainy (DJuFL). Karierę piłkarską rozpoczął w 2014 w amatorskim zespole Enerhetyk Bursztyn. Zimą 2015 został piłkarzem Worskły Połtawa. 27 stycznia 2020 jako wolny agent przeszedł do Ruchu Lwów.